# Vermolenmolen
Carrousel van Giezen en Vermolen, of kortweg, Vermolenmolen of Vermolencarrousel is een attractie in het Nederlandse attractiepark de Efteling gelegen op het Anton Pieckplein. De molen opende in 1996.

## Geschiedenis
De molen is aangekocht door de Efteling in 1995 en stond op dat moment in Canada. De molen is oorspronkelijk gebouwd in 1865.
In 1996 opende de molen, na een restauratie, op de Speelweide. In 1997 verhuisd naar het Dwarrelplein. In 2000 werd de molen geplaatst naast Lavenlaar. Vanaf 2004 staat hij op het Anton Pieckplein naast het Witte Paard.

### Restauratie
In de winter van 2015-2016 werd de carrousel gerestaureerd waarbij hij volledig uit elkaar is gehaald. 

## Trivia
- Op elke paal van de molen is een vaantje bevestigd met de naam en het wapen van Nederlandse plaatsen waar de molen allemaal gedraaid heeft (bijvoorbeeld Loon op Zand, Rotterdam, Tilburg, Maastricht, Eindhoven en Den Haag).